# Sobiesęki ABC (gromada)
Sobiesęki ABC – dawna gromada, czyli najmniejsza jednostka podziału terytorialnego Polskiej Rzeczypospolitej Ludowej w latach 1954–1972.
Gromady, z gromadzkimi radami narodowymi (GRN) jako organami władzy najniższego stopnia na wsi, funkcjonowały od reformy reorganizującej administrację wiejską przeprowadzonej jesienią 1954 do momentu ich zniesienia z dniem 1 stycznia 1973, tym samym wypierając organizację gminną w latach 1954–1972.
Gromadę Sobiesęki ABC z siedzibą GRN w Sobiesękach ABC (w obecnym brzmieniu Sobiesęki) utworzono – jako jedną z 8759 gromad na obszarze Polski – w powiecie kaliskim w woj. poznańskim, na mocy uchwały nr 22/54 WRN w Poznaniu z dnia 5 października 1954. W skład jednostki weszły obszary dotychczasowych gromad Piegonisko, Piegonisko Kolonia, Piegonisko Pustkowie, Romanów, Sobiesęki A i Sobiesęki ABC ze zniesionej gminy Iwanowice w tymże powiecie. Dla gromady ustalono 12 członków gromadzkiej rady narodowej.
1 stycznia 1959 do gromady Sobiesęki ABC włączono miejscowości Ołucza, Stok Nowy i Stożków ze znoszonej gromady Brończyn w tymże powiecie.
1 stycznia 1962 z gromady Sobiesęki ABC wyłączono: a) miejscowości Ołucza, Stok Nowy i Stożków, włączając je do gromady Borysławice; b) miejscowości Piegonisko, Piegonisko-Kolonia, Piegonisko-Pustkowie, Piechutków i Teodozjów, włączając ją do gromady Brzeziny – w tymże powiecie, po czym gromadę Sobiesęki ABC zniesiono, a jej (pozostały) obszar włączono do gromady Iwanowice tamże.